# Pagetopsis maculatus
Pagetopsis maculatus är en fiskart som beskrevs av Vladimir V. Barsukov och Permitin, 1958. Pagetopsis maculatus ingår i släktet Pagetopsis och familjen Channichthyidae. Inga underarter finns listade i Catalogue of Life.